# Programa Nanosat
El Programa Nanosat fue un programa gubernamental español desarrollado por el Instituto Nacional de Técnica Aeroespacial con el objetivo disponer para los futuros micro y nanosatélites de un transmisor-receptor de altas prestaciones y bajo coste.
Como parte de este programa se diseñaron el Nanosat 01 y el Nanosat-1B. También estaba previsto el lanzamiento de otros satélites como son el Nanosat 2 y el Microsat 1. Estaba dirigido por José Torres Riera.

## Historia
En el año 1995, el INTA concibió el proyecto de diseñar, fabricar e integrar un nuevo y pequeño satélite: el NANOSAT. Se designó para este programa como investigador principal a José Torres, de la División de Ciencias del Espacio. Este proyecto incluiría tecnología desarrollada en  el Centro Nacional de Microelectrónica y en las Universidades madrileñas  Complutense y Autónoma. La Comisión Interministerial de Ciencia y Tecnología (CICYT), apoyó la realización de un plan de viabilidad que se prolongaría hasta el año 1996, dando paso a continuación a una segunda fase de diseño preliminar, para la cual se pudo contar de nuevo con el apoyo de la CICYT y que se prolongó hasta casi finales de 1997. Durante la misma se definió con detalle el NANOSAT, su configuración, su posible órbita, su lanzamiento y calendario. Asimismo se realizaron algunos prototipos funcionales para demostrar la viabilidad de sus componentes. Después vendría su construcción y ensayos previos al lanzamiento. El INTA y la CICYT presupuestaron en 450 millones de pesetas inicialmente este proyecto, siendo cofinanciado por el Plan Nacional del Espacio.

## Misiones
Este programa incluía las siguientes misiones:
- Nanosat 01, lanzado en 2004
- Nanosat-1B, lanzado en 2009
- Nanosat 2, tenía previsto su lanzamiento en 2013[6]